# Imbunche
El invunche o imbunche (del mapudungun ifünche: "persona deforme") es un ser de la mitología mapuche y de la mitología chilota. En Chiloé también recibe el nombre de Machucho, Butamacho o Chivato.

## Descripción
Esta criatura es un ser humano deforme que tiene su cabeza doblada hacia atrás y aplastada; además, tiene torcidos los brazos, dedos, nariz, boca y orejas y una lengua partida en dos. Anda en una sola pierna o en tres pies (una pierna y las manos), pues la otra pierna está pegada por detrás al cuello o a la nuca. El invunche no tiene la facultad de hablar, limitándose a emitir sonidos guturales, ásperos y desagradables.

## Leyenda
Las leyendas cuentan que sería un ser que protege la entrada a la Cueva de los brujos o calcus. Las leyendas chilotas dicen que además el Invunche sería una especie de consultor de los brujos de Chiloé, ya que, a pesar de no ser iniciado en brujería, ha adquirido una infinidad de conocimientos durante su vida en la cueva. Además sería usado como un instrumento para sus venganzas o maleficios.
El Invunche saldría de la cueva contadas veces, cuando se cambia ésta, ha sido destruida, o descubierta; y en ocasiones cuando los brujos necesitan de él; para ello lo llevarían azotando hasta el lugar donde se van a cambiar o quieren causar el daño. Durante el camino iría dando gritos que aterran a los habitantes del lugar, y con ello les anunciaría alguna próxima desgracia; en otras ocasiones lo sacan los brujos para llevarlo a otro distrito, donde se celebraría Consejo de Brujos de dos o más jurisdicciones. El Invunche obtendría su alimento de los brujos, y solo cuando la comida escaseara, los brujos le permitirían salir de la cueva que protege, para que busque alimento.
Si alguien desea penetrar a la cueva vigilada por el Invunche, se dice que primero debería hacer una reverencia al Invunche y posteriormente besarlo en su ano.

### Creación del Invunche
Se dice que si los brujos quieren hacerse de un guardián para su cueva, tienen que raptar a un niño primogénito de alguna familia o en muchas ocasiones sería el mismo padre quien les vendería al niño, o lo daría a cambio de obtener favores por parte de los brujos de Chiloé; y a partir de un ritual transformarían al niño en un Invunche.
Para transformar al niño en Invunche, los brujos primero le quebrarían una pierna, y se la torcerían sobre la espalda. Luego le aplicarían en la espalda un ungüento mágico que haría crecer gruesos pelos, se aplastaría su cabeza con un par de tablas y torcerían su cabeza en el proceso para darle una forma alargada. Por último le partirían la lengua en dos, para imitar la lengua de las serpientes. Después de este ritual, deben alimentar al nuevo Invunche de una manera especial; primeramente le darían leche de gata negra o leche de una nodriza indígena, luego cuando tiene dientes, le darían carne de "cabrito" (refiriéndose a carne de niño recién nacido), y cuando es más adulto le darían carne de "chivo" (refiriéndose a carne de persona adulta).